# Jean-Marie Le Chevallier
Jean-Marie Le Chevallier (ur. 22 listopada 1936 w Sceaux, zm. 30 października 2020) – francuski polityk i samorządowiec, działacz Frontu Narodowego, deputowany krajowy, eurodeputowany II, III i IV kadencji, mer Tulonu.

## Życiorys
Z wykształcenia handlowiec, pracował w różnych przedsiębiorstwach branży handlowej, prowadził też własną działalność gospodarczą. Na początku lat 70. zaangażował się w działalność polityczną partii Républicains Indépendants, którą kierował Valéry Giscard d’Estaing. Współtworzył i kierował jej strukturami w departamencie Ille-et-Vilaine. Był szefem gabinetu politycznego sekretarza stanu Jacques'a Dominatiego. Zatrudniony następnie w stowarzyszeniu wspierającym małych i średnich przedsiębiorców oraz we Francuskim Czerwonym Krzyżu. Pod koniec lat 70. zbliżył się do Frontu Narodowego, w 1983 mianowany szefem gabinetu politycznego lidera FN Jeana-Marie Le Pena.
W okresie 1984–1999 był deputowanym do Parlamentu Europejskiego trzech kadencji. Pracował m.in. w Komisji ds. Socjalnych i Zatrudnienia oraz w Komisji ds. Swobód Obywatelskich i Spraw Wewnętrznych. W międzyczasie w wyborach w 1997 uzyskał mandat posła do Zgromadzenia Narodowego XI kadencji. Utracił go jednak w 1998 decyzją Rady Konstytucyjnej, która unieważniła wyniki głosowania w tym okręgu. W 1995 został także wybrany na urząd mera Tulonu, wykonywał go do 2001, kiedy to w kolejnych wyborach zwyciężył kandydat centroprawicy Hubert Falco.
Wycofał się następnie z działalności politycznej, jak też zrezygnował z aktywności we Froncie Narodowym. Przez kilka lat mieszkał w Marrakeszu, w 2007 powrócił do Francji, zamieszkując w Paryżu.